# 石川一郎
石川一郎（日语：石川 一郎/いしかわ いちろう，1885年11月5日—1970年1月20日），日本企业家，东京大学副教授。

## 生平
是日本經濟團體聯合會首任会长。他還擔任過日産化学工業和昭和電工的社長和會長。